# Oreste Franzi
Oreste Rocco Franzi (Milano, 1º marzo 1869 – Milano, 9 agosto 1942) è stato un imprenditore italiano nel settore della pelletteria di lusso.

## Biografia[1]
Oreste Franzi, viene formato al mestiere di pellettiere e di imprenditore dal padre, Felice Franzi, fondatore dell’omonima società di famiglia.
Fin da giovane viaggia molto tra Europa ed Asia, dove apprende diverse competenze nella lavorazione della pelle e nella costruzione di valigie e bauli.
È responsabile della crescita e dello sviluppo della Valigeria “Franzi”, nel periodo a cavallo tra il XIX e il XX secolo.
Nel 1902 fonda a Birmingham la società “Oreste Franzi & Co. Ltd.” al fine di produrre e commercializzare oggetti in argento inglese, dai servizi da tè, ai porta sigarette e agli orologi.
Nel 1912 apre la Conceria Monzese, uno dei primi stabilimenti industriali in Europa a utilizzare la concia vegetale.
Nel 1920 apre uno stabilimento, in via Ponte Seveso a Milano, per la fabbricazione di mobili per ufficio.
Nel 1926 fonda la “Fabbrica Italiana Bottiglie Isolanti” per la fabbricazione di Thermos. Questi vengono commercializzati con la marca “Thermax”, utilizzata anche da Umberto Nobile sul suo dirigibile durante la spedizione al Polo Nord.
Nel 1934 rileva una cava di Marmo Botticino in provincia di Brescia.

## Onorificenze[1][9]
Cavaliere del lavoro (regio decreto 20 marzo 1921, n. 350) (1933)